# Кім Дон Гіль
Кім Дон Гіль (кор. 김동길; 19 травня 1963) — південнокорейський боксер, призер чемпіонату світу серед аматорів, чемпіон Азійських ігор і Азії.

## Аматорська кар'єра
1980 року Кім Дон Гіль завоював срібну медаль на чемпіонаті Азії в категорії до 60 кг.
На Кубку світу 1981 в категорії до 63,5 кг переміг Димитара Тачева (Болгарія), а в другому бою програв Ріку Андерсону (Канада) і отримав бронзову медаль.
На чемпіонаті світу 1982 завоював срібну медаль.
- В 1/8 фіналу переміг Мохсена Белхіра (Туніс) — KO 1
- У чвертьфіналі переміг Алі Сукура (Туреччина) — 4-1
- У півфіналі переміг Шадраха Одіамбо (Швеція) — 14-5
- У фіналі програв Карлосу Гарсія (Куба) — 0-5

Того ж року став чемпіоном Азії, а потім Азійських ігор.
На Олімпійських іграх 1984 переміг Юма Бугіно (Танзанія) і Джавида Асіама (Норвегія), а у чвертьфіналі програв майбутньому чемпіону Джеррі Пейджу (США) — 1-4.
На Кубку світу 1985 в категорії до 67 кг переміг Педро Франко (Аргентина), а в другому бою програв Ісраелу Акопкохяну (СРСР) і отримав бронзову медаль.
1986 року вдруге став чемпіоном Азійських ігор і завершив виступи.